# Palácio Apostólico
O Palácio Apostólico visto da Praça de São Pedro
O Palácio Apostólico (em italiano:  Palazzo Apostolico), também conhecido como Palácio Papal, Palácio Sagrado ou Palácio do Vaticano, é a residência oficial do Papa na Cidade do Vaticano.
É um complexo de construções situadas ao lado da Basílica de São Pedro, que compreende hoje cerca de onze mil e 500 aposentos e 20 pátios: os Apartamentos Papais (escritórios de governo da Igreja Católica Romana), o Museu do Vaticano e a Biblioteca Apostólica Vaticana. No conjunto existem mais de mil salas (em italiano: stanze). Entre as mais famosas inclui-se os afrescos admiráveis da Capela Sistina, da Capela Nicolina, da Sala Régia e das Stanza della Segnatura de Rafael).
Mesmo quando na Idade Média os Papas viviam ainda no Palácio de Latrão, já havia alojamentos ao lado da Basílica. Um dos primeiros foi construído pelo Papa Símaco (498-514) e substituído, no pontificado de Eugênio III (1145 a 1153). Mais tarde Inocêncio III (1198-1216) o aumentou e reforçou as suas estruturas, transformando-o basicamente em uma fortaleza. Apenas resta dele a torre, no canto do Cortile del Papagallo, que forma o centro do Vaticano de hoje.
Quando Gregório XI encontrou quase em ruínas o Palácio de Latrão, ao retornar do exílio em Avinhão em 1377, o Vaticano foi declarado residência oficial dos papas. Várias restaurações, extensões, fortificações foram periodicamente realizadas até que o papa Nicolau V (pontificado de 1447 a 1455) ordenou um programa de reconstrução sistemática. Ele mandou erguer o Cortile del Papagallo e fez Fra Angelico decorar sua capela particular, a Cappella Niccolina, na torre de Inocêncio III. No pontificado do Papa Sisto IV (1471-1484) foi construída a Capela Sistina e sob Alexandre VI (1492-1503) o Appartamento Borgia e a Torre Borgia foram acrescentadas na ala residencial do papa, além do Passetto (passagem coberta para o Castelo de Santo Ângelo).
Já desde o pontificado do Papa Inocêncio VIII (1484-1492) foram construído, no ponto mais alto da colina Vaticana, o Palazzo del Belvedere, e sob o Papa Júlio II (1503 a 1513) Bramante o uniu à parte mais antiga por meio do amplo Cortile del Belvedere. Júlio encarregou Michelangelo de pintar a Capela Sistina e Bramante de começar as loggias diante do atual Cortile di San Damaso. Rafael as decorou, no pontificado de Leão X (1513-1521).
O Papa Paulo III (1534-1549) confiou a decoração da Sala Regia e a construção da Capela Paulina a Antonio da Sangallo, o Jovem; a capela foi pintada com afrescos por Michelangelo. No pontificado de Pio V, 1566-1572, e sob Sisto V (1585-1590) Domenico Fontana adicionou uma ala que hoje contém os apartamentos privados do Papa, criando um segundo pátio, o Cortile della Pigna.
Desde tais enormes trabalhos realizados na Renascença, poucas alterações foram feitas: a maior, a monumental Scala Regia, no papado de Urbano VIII (1623-1644) foi entregue ao gênio de Gian Lorenzo Bernini. As outras se referiram quase sempre ao aumento da superfície do Museu Vaticano (Musei Vaticani), da Pinacoteca, da Biblioteca.
Até 1871 a residência oficial do Papa era o Palácio do Quirinal. Em 1870, o Rei da Itália confiscou o palácio que se tornou sua residência oficial. Posteriormente, com a queda da monarquia italiana e abdicação de Humberto II da Itália, em 1946, veio a ser a residência do Presidente da Itália.
Outras residências papais são o Palácio de Latrão, em Roma; e fora do Vaticano, Castel Gandolfo, usado para veraneio. Dentro do palácio, existe um pequeno aposento que recebe o nome de Bússola, sendo o local onde o Papa assiste às prédicas.
O apartamento papal foi redecorado pelo Papa Paulo VI em 1964, com a decoração e o mobiliário barrocos dando lugar a interiores sóbrios e modernos. O antigo apartamento papal no primeiro andar, onde o Cardeal Secretário de Estado agora reside, ainda é mobiliado em estilo barroco. O apartamento papal consiste em dez cômodos, incluindo um vestíbulo, uma sala de recepção, uma biblioteca particular menor, a sala de estar e a sala de jantar, as salas de trabalho do Papa e seu secretário particular, o quarto papal e a capela papal particular..